# Samudragupta
Samudragupta (scrierea Gupta: Sa-mu-dra-gu-pta, (c. 335–375 d.Hr.) a fost al doilea împărat al Imperiului Gupta din India antică și este considerat printre cei mai mari conducători ai Indiei. Fiu al împăratului Gupta Chandragupta I și al prințesei Kumaradevi din dinastia Licchavi, a extins foarte mult puterea politică și militară a dinastiei sale.
Inscripția de pe stâlpul din Allahabad, un prashasti (elogiu) compus de curteanul său Harisena, îl creditează cu cuceriri militare extinse. Aceasta sugerează că a învins mai mulți regi din nordul Indiei și le-a anexat teritoriile în imperiul său. De asemenea, a făcut o expediție de-a lungul coastei de sud-est a Indiei, înaintând la sud până la Kanchipuram în regatul Pallava. În plus, a subjugat mai multe regate de frontieră și oligarhii tribale. La apogeul puterii sale, teritoriul sub controlul său direct s-a extins de la râul Ravi în vest (actualul Punjab) până la râul Brahmaputra în est (Assam-ul de astăzi) și de la poalele Himalayei la nord până în India centrală în sud-vest; câțiva conducători de-a lungul coastei de sud-est au fost vasalii săi. Inscripția mai precizează că mulți conducători vecini au încercat să-i facă pe plac, ceea ce probabil se referă la relațiile sale de prietenie cu ei.
El a făcut sacrificiul Ashvamedha pentru a-și dovedi suveranitatea imperială și a rămas neînvins în luptă. Monedele de aur și inscripțiile sale sugerează că a fost un poet desăvârșit și a cântat și la instrumente muzicale precum veena. Politica sa expansionistă a fost continuată de fiul și succesorul său, Chandragupta al II-lea.